# Parque nacional de Ivindo
El Parque nacional de Ivindo (en francés: Parc national de Ivindo) es un espacio protegido en el centro-este del país africano de Gabón, a su vez localizado en el oeste de África central. Es atravesado por el ecuador. El parque nacional de Ivindo fue creado en 2002 en un proceso que concluyó en 2004. Contiene las famosas Cataratas de Kongou y fue el lugar donde se rodaron algunas escenas de la exitosa película «La leyenda de Tarzán» (2016).